# Museu Nacional Zabana d'Orà
El Museu Nacional Zabana d'Orà (en àrab: المتحف الوطني أحمد زبانة) es troba a la ciutat algeriana d'Orà. Conté col·leccions que van des de la prehistòria fins a les arts visuals contemporànies.

## Història

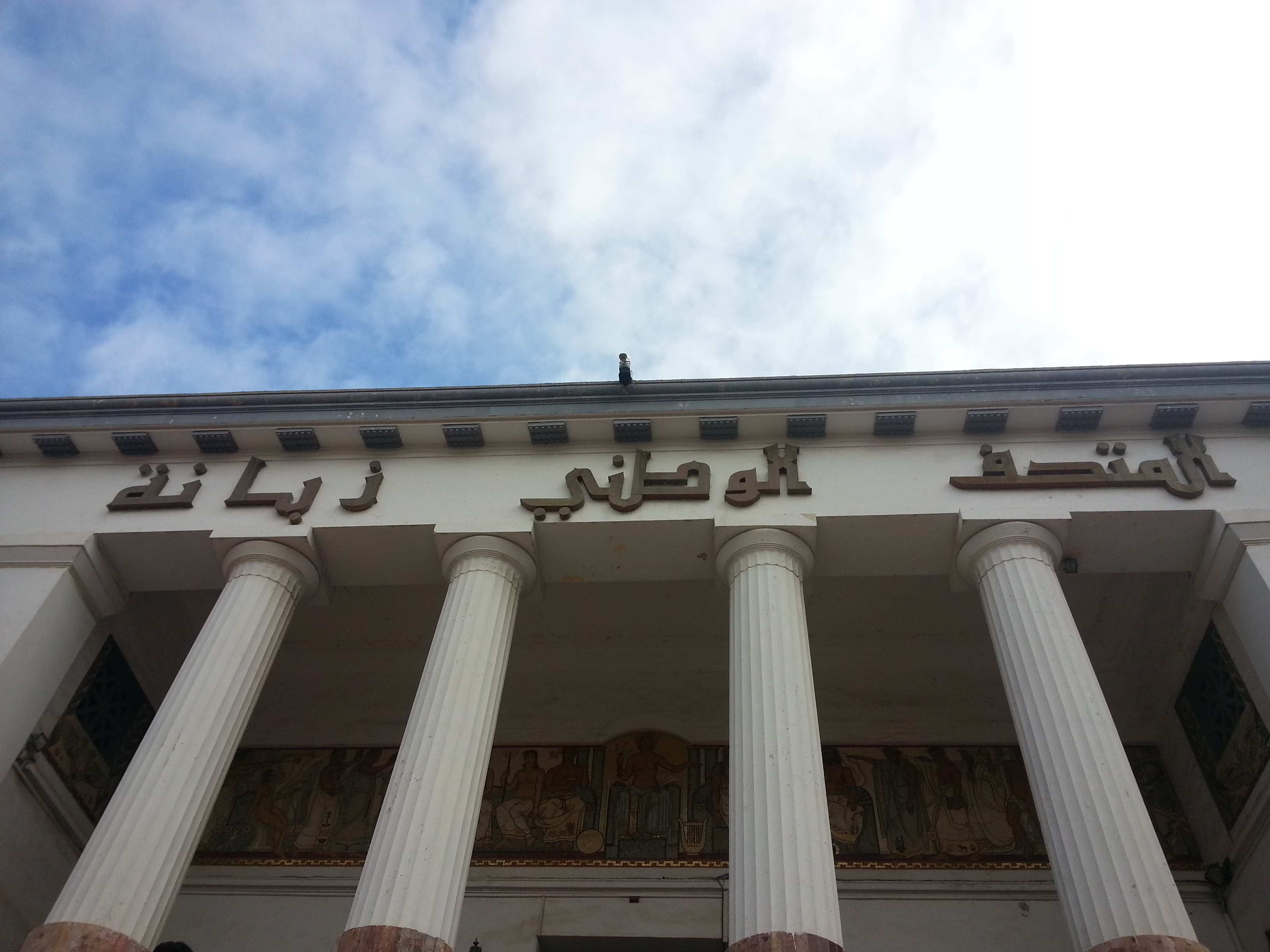

La creació del Museu Municipal Demaëght a Orà es deu a Louis Demaëght, arqueòleg i epigrafista, que l'any 1882 aplegà objectes de les seues col·leccions i els va dividir en tres seccions: numismàtica (13 peces), antiguitats romanes i africanes (16 peces), història natural, objectes als quals es van afegir des de l'obertura del museu els dos notables mosaics romans de Portus magnus traslladats de l'indret anomenat el "Vell Arzew" de Bethioua: un gran mosaic en quatre quadres, i un de petit que representa la Partida de Bacus cap a les Índies.  Més tard, s'hi van afegir altres apartats com ara prehistòria, etnografia, pintura, escultura, art gràfic i gravat. Davant l'augment de fons, aviat en calgué un local nou.
Construït l'any 1933, l'edifici actual, situat a la rambla Zabana, s'inaugurà l'11 de novembre del 1935 al Palau de Belles Arts i al principi s'anomenà “Museu Demaëght". Aquest gran edifici inclou no sols el museu, sinó també la biblioteca municipal i l'Escola de Belles Arts d'Orà. L'any 1963, després de la independència d'Algèria del colonialisme francés, el museu restà sota la supervisió de l'Assemblea Popular Municipal d'Orà, fins al 1986. Des d'aquesta data, està sota la supervisió del Ministeri de Cultura algerià i ha estat rebatejat com a Museu Nacional Zabana en homenatge a Ahmed Zabana (1926-1956), lluitador de la revolució algeriana.

## Col·leccions
El museu té una àmplia col·lecció d'obres, dividida en set seccions. Des de la prehistòria fins a l'art contemporani, des de pintura fins a les arts decoratives, incloent-hi dibuixos i escultures, totes les formes d'art hi estan representades.

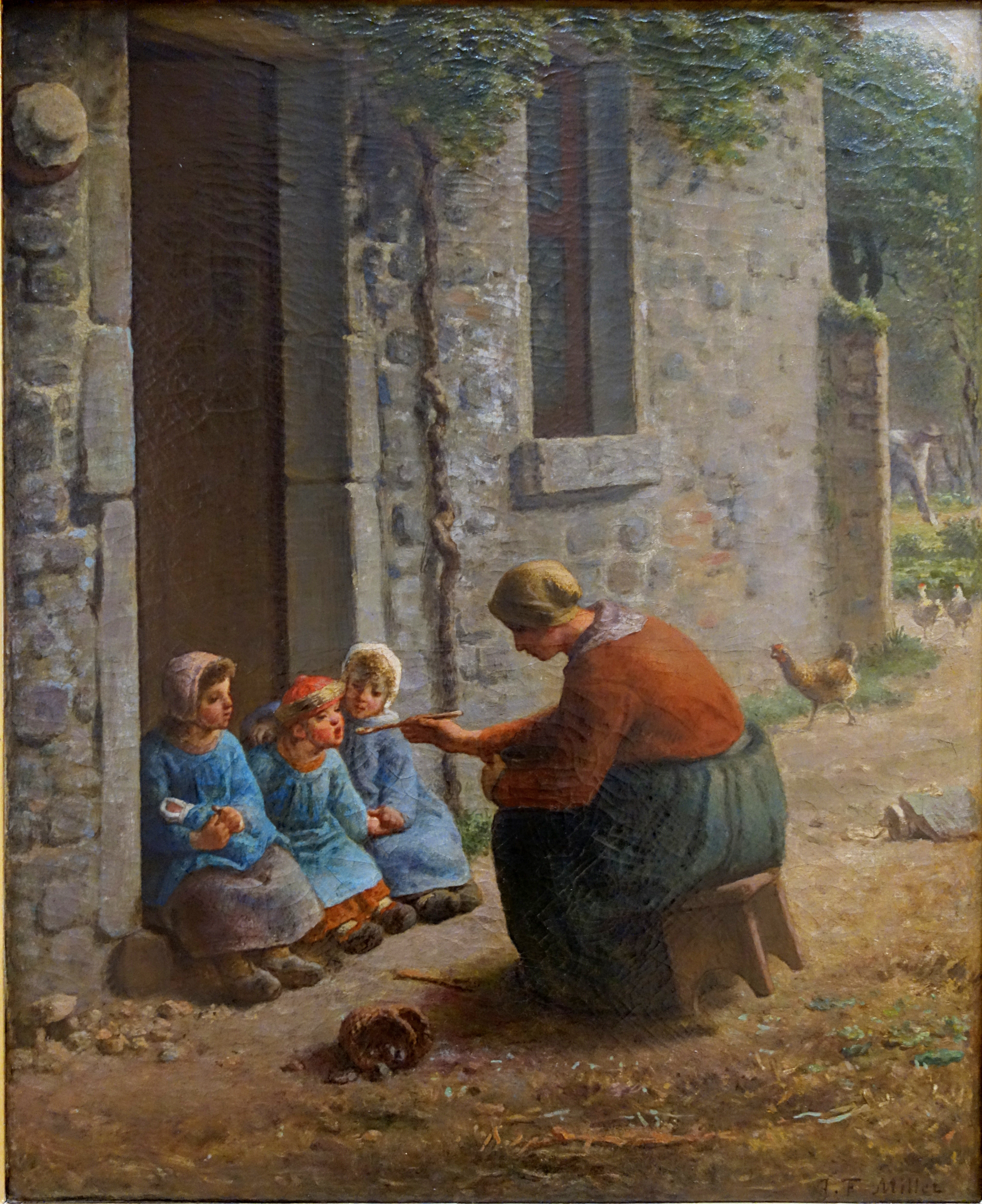
La Becquée de Jean-François Millet

Hi ha una col·lecció important, tot i que no s'hi dispose de gaires recursos. Aquesta secció aplega 718 obres de pintura i escultura d'algerianes i estrangeres que daten dels segles XVI al XX. És reconeguda internacionalment per haver rebut com a dotació la majoria d'obres de l'antic Museu de Belles Arts d'Orà, i en particular una gran col·lecció de pintors francoalgerians que van treballar a Algèria, com ara André Suréda (donació de la vídua del 1948) o de residents de la vil·la d'Abd-el-Tif com ara Émile Bouneau, així com obres de Francis Harburger, antic alumne de l'Escola de Belles Arts d'Orà.
Hi ha obres d'artistes famosos de l'Escola d'Alger, com ara Jean Launois, André Hébuterne, Maurice Bouviolle, Léon Cauvy, Marius de Buzon, Pierre Deval, Léon Carré, Paul Élie Dubois o Georges Halbout du Tanney, o el fundador de la pintura algeriana moderna, Azouaou Mammeri, sense oblidar el pintor cors Dominique Frassati amb Maternitat.
Les obres del segle XIX d'escoles europees reflecteixen el Romanticisme heretat d'Eugène Delacroix, com ara Eugène Fromentin (Paisatge de Laghouat) i Alfred Dehodencq (El narrador), l'orientalisme en Prosper Marilhat (La Caravane), Gustave Guillaumet (Paisatge d'Orà), Émile Gaudissard (Buquet de flors), Gabriel-Charles Deneux (Dones de Tlemcen al pou sagrat de Sidi Boumédiene), Nasreddine Dinet (Dones en repòs, Vent calent i L'aire crema, el terra és ardent i roig com els robins), Jean-François Millet (La Becquée), etc.
Les col·leccions també contenen obres de diferents tendències modernes, com ara l'impressionisme i el surrealisme.
La pintura algeriana ocupa un lloc preferent i constitueix una secció nacional testimoni de la producció d'art des de començaments del segle XX fins a hui. Els pioners de l'art algerià són presents en aquesta secció, com ara Baya, M'hamed Issiakhem, Abdelkader Guermaz, Saad Houari, Zerrouki Boukhari i altres.
També hi ha un notable tapís de Gobelins del segle XVII que representant Moisés colpejant la roca amb la vareta, i un bust de bronze de Victor Hugo signat per Auguste Rodin.

### Secció d'art musulmà

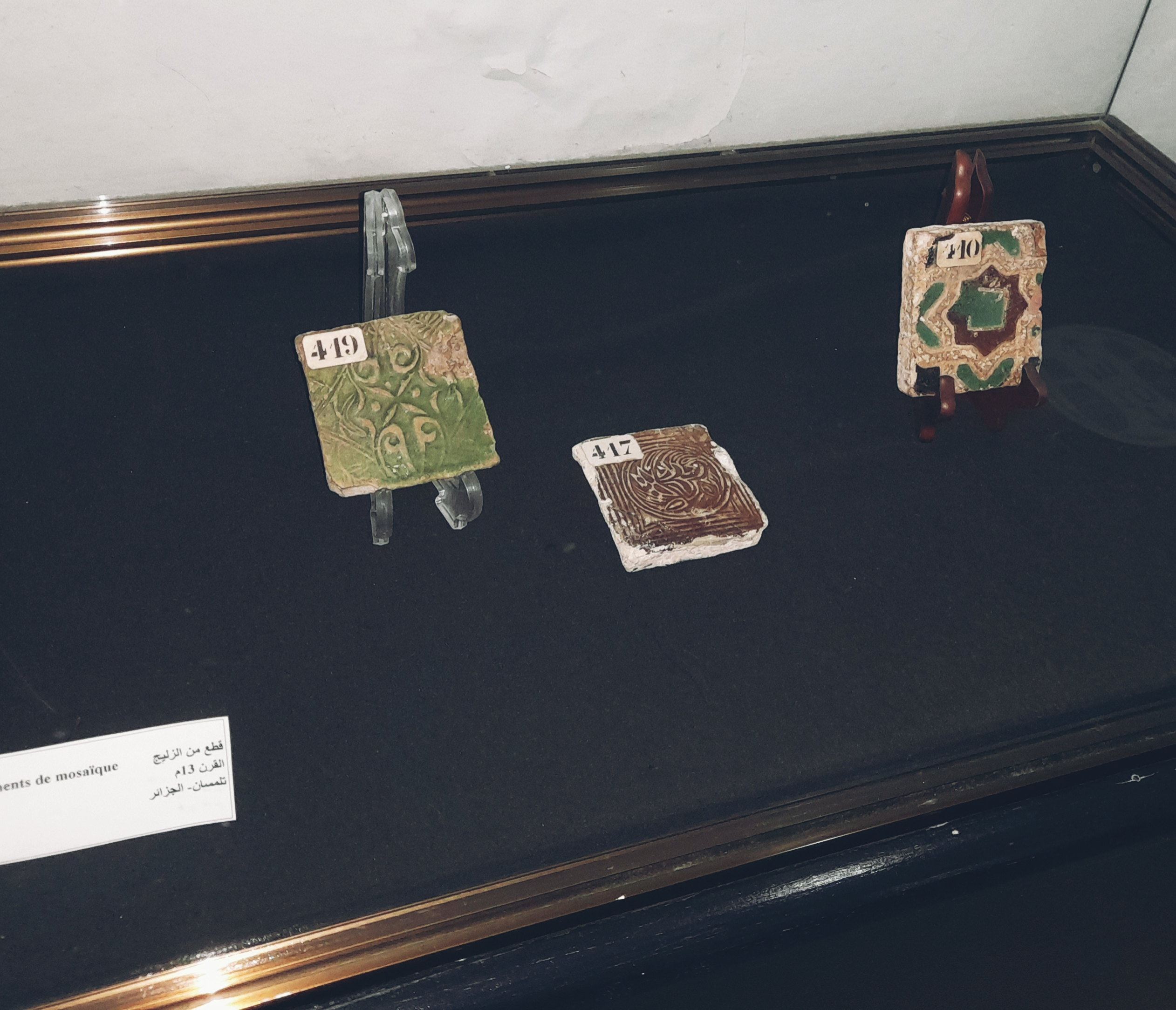
Zellige de Tlemcen, que data del s. XIII

En la secció d'Art islàmic, el museu conserva peces escollides entre els monuments més característics que mostren l'evolució de les diferents dinasties musulmanes del Magrib, en particular les d'Algèria i el Marroc, així com les de l'Al-Àndalus. Hi ha ceràmica, terrissa, cal·ligrafia, miniatures, il·luminació, tèxtils, armeria i objectes de fusta.

### Secció El Moudjahid
Aquesta secció s'inaugurà el 19 d'agost del 1986 en homenatge als xahids (màrtirs) i moltahidins que van morir per Algèria. Recull testimonis de la revolució (1954-1962). Hi ha, en especial, els arxius de Wilaya V (Orà).

### Secció numismàtica
Les col·leccions de numismàtica recorren la història dels pobles nord-africans al llarg del temps, des de l'Antiguitat fins a l'època actual.

### Secció de prehistòria
Aquesta secció conté un nombre important d'indústries lítiques. La diversitat instrumental és testimoni del pas dels humans primitius per terres algerianes, i en particular a l'oest.

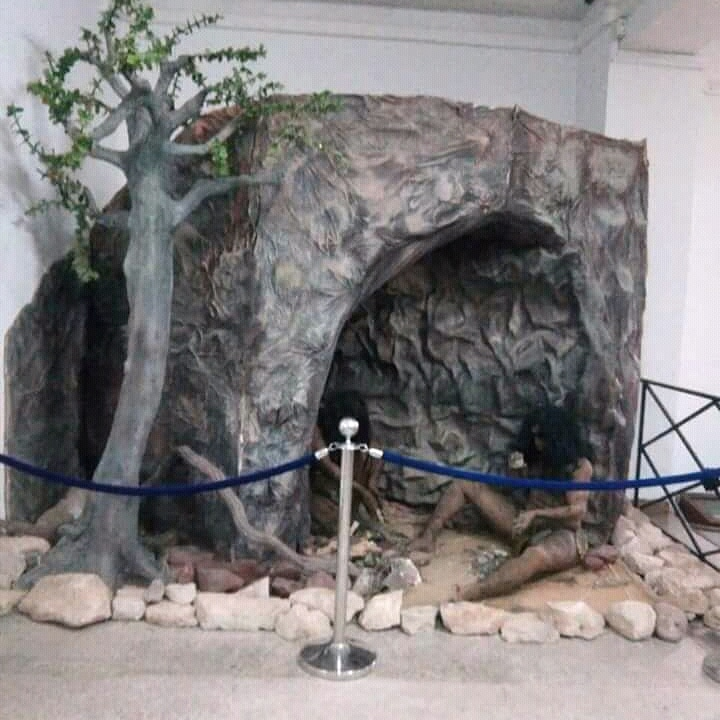
Una escena paleolítica exposada al museu

### Secció de l'antic Orà

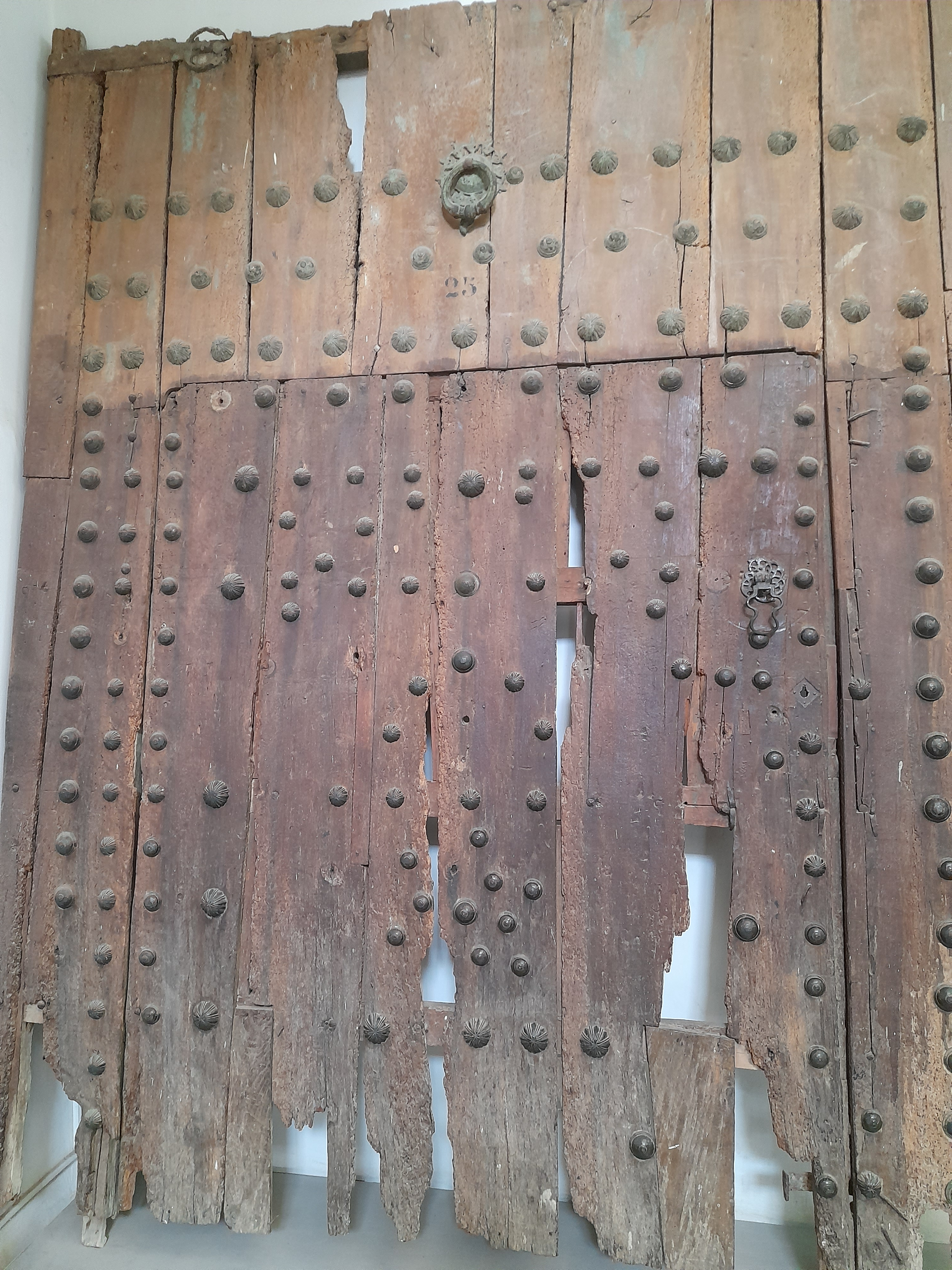
Porta de la residència de l'últim bei d'Orà

D'Unica Colonia a Wahran, passant per Ifri, la història d'Orà es remunta més enllà de la conquesta àrab. Aquesta secció inclou col·leccions que testimonien el seu passat durant èpoques diverses.

### Secció d'etnografia
Els reculls etnogràfiques contenen les restes materials dels components ètnics del Magrib, en especial d'Algèria, el Marroc i Tunísia.

### Secció d'història natural
La secció d'història natural conté una rica col·lecció d'uns 754 espècimens. Les col·leccions pertanyen a zoologia, botànica, mineralogia, paleontologia, entomologia i anatomia comparada. Hi ha insectes, mamífers, esquelets d'animals, rèptils, peixos, ocells i altres espècies, així com plantes fossilitzades.

## Exposicions
- El desembre del 2019, en el marc del Dia Mundial de la Llengua Àrab que se celebra el 18 de desembre de cada any, el museu organitzà una exposició amb el tema Història, art i creativitat de la cal·ligrafia àrab, i hi presentà una col·lecció de monedes encunyades amb el caràcter àrab del Magrib que data de l'època otomana, de l'emir Abd el-Kader i les dinasties sadites, almohades i marínides, que es conserva al museu. També s'hi exposà una col·lecció de pintures d'art de cal·ligrafia àrab de l'artista visual Taleb Mahmoud.
- El gener del 2021, el museu presentà una exposició de pintures d'André Suréda. S'hi exposaren 23 pintures conservades al museu.[9]
- El setembre del 2021, el museu va acollir una exposició col·lectiva de tres artistes algerians coneguts per la seua experiència en art abstracte i contemporani. S'hi exposaren un total de 76 quadres de Kaf Nemr Abdelouahab, Ahmed Mebarki i Mohamed Bendima. Retrats del fundador de l'estat algerià modern, l'emir Abd el-Kader, i pintures que contenen símbols adaptats de l'herència popular algeriana i d'altres de fantasia.[10]
- El març del 2022, el museu organitzà amb motiu del Dia Internacional de les Dones, una exposició amb el tema Les creacions de la dona algeriana: passat i present. S'hi exposaren col·leccions conservades, com la roba tradicional, la brusa d'Oran, el caftà, el karakou d'Alger i el mendil (mocador) del segle xx, ceràmica i espart elaborats per dones algerianes, tots del segle XIX i XX, així com dues pintures de la famosa artista Baya Mahieddine, i llibres d'escriptores.[11]
- El 8 d'agost del 2022, la Sala de Belles Arts del Museu va acollir una exposició de col·leccions d'arts plàstiques amb pintures d'artistes algerians, europeus i orientalistes. Es van exposar un total de 49 pintures i escultures, datades del segle XVI, XVIII, XIX i XX.[12]

## Actes de robatori

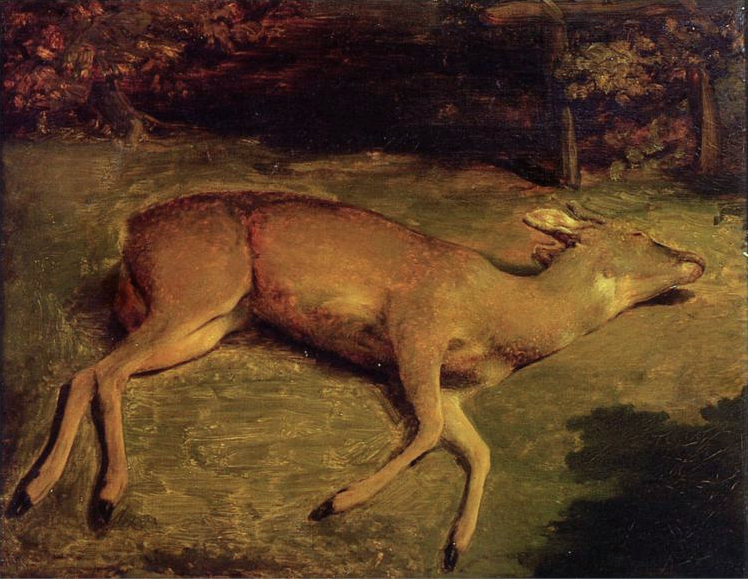
La daina morta de Gustave Courbet

La nit del 24 al 25 d'octubre del 1985, dues pintures de Gustave Courbet, La Mare de Déu i el xiquet i La daina morta, foren robades del museu. El quadre La daina morta reapareix al catàleg d'una venda pública a París, al George V, el 19 de desembre del 2001. Va ser retirat de la venda a petició del departament de museus francés i decomissat per la policia. L'obra fou lliurada a la direcció dels museus francesos per l'Oficina Central de Lluita contra el Tràfic de Béns Culturals el 9 d'octubre del 2002. L'ordre que posava fi al seu dipòsit al Museu d'Orà se signà els dies següents i l'obra fou traslladada al Museu d'Orsay el 29 d'octubre del 2002. L'obra integra la base de dades MNR Rose-Valland, un catàleg francés d'obres saquejades pels nazis durant l'ocupació alemanya a l'espera de restituir-la al legítim propietari. A Algèria, el no retorn de la pintura al Museu d'Orà planteja interrogants. Tanmateix, en observar la història de l'obra, sembla que el Museu d'Orà no n'era el propietari, sinó el custodi de la pintura des del 1953. Aquest fou capturat entre setembre i novembre del 1942 per la Möbel Aktion-Bilder i traslladat a Alemanya al final de la Segona Guerra Mundial. Durant la caiguda alemanya, fou repatriat a França el 1947, després destinat al Museu del Louvre per l'Oficina de Béns i Interessos Privats el 1951. Va ser dipositat al Museu d'Orà, llavors sota ocupació francesa, l'any 1953. L'any 2019, amb motiu del bicentenari del naixement del pintor Gustave Courbet, un curtmetratge dirigit per Philippe Di Folco, amb el suport de KANAL-Centre Pompidou, narra la història del quadre. Abans de la visita oficial del president François Hollande a Algèria els dies 19 i 20 de desembre del 2012, l'Élysée es plantejà tornar aquest quadre de Gustave Courbet del qual els dos estats reclamen la propietat, cosa que no es va fer.
L'any 1985, La Becquée (1848), un quadre de Jean-François Millet que representa una camperola alimentant els seus tres fills a la seua porta, desaparegué del Museu d'Orà; va ser recuperat, però, a París per les autoritats algerianes el 2014.

## Galeria

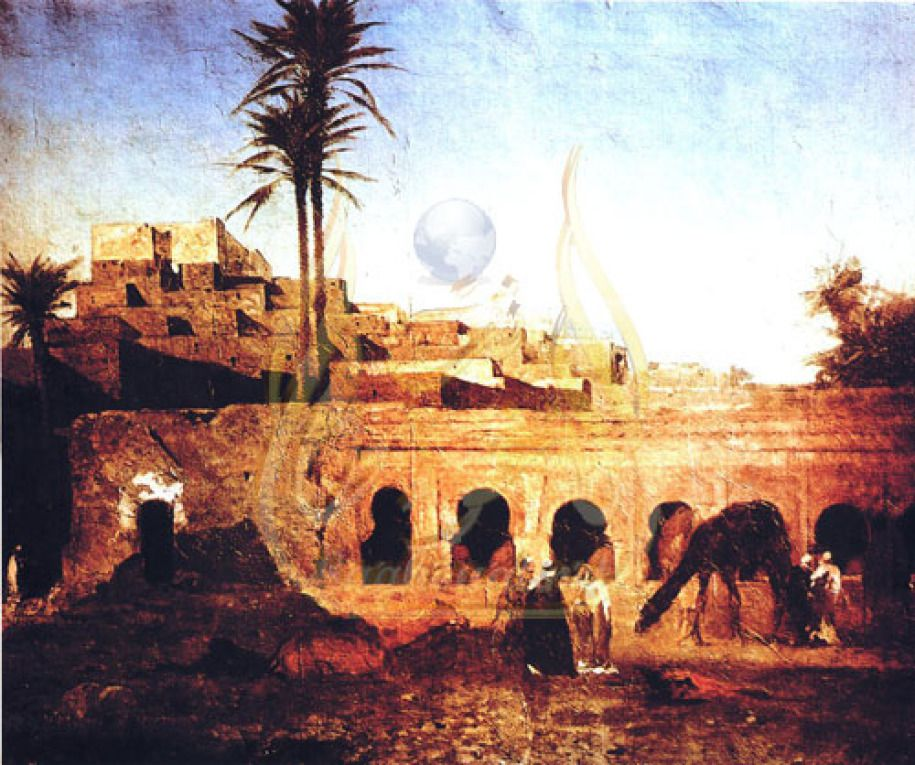
Tela d'Eugène Fromentin, Vista de Laghouat
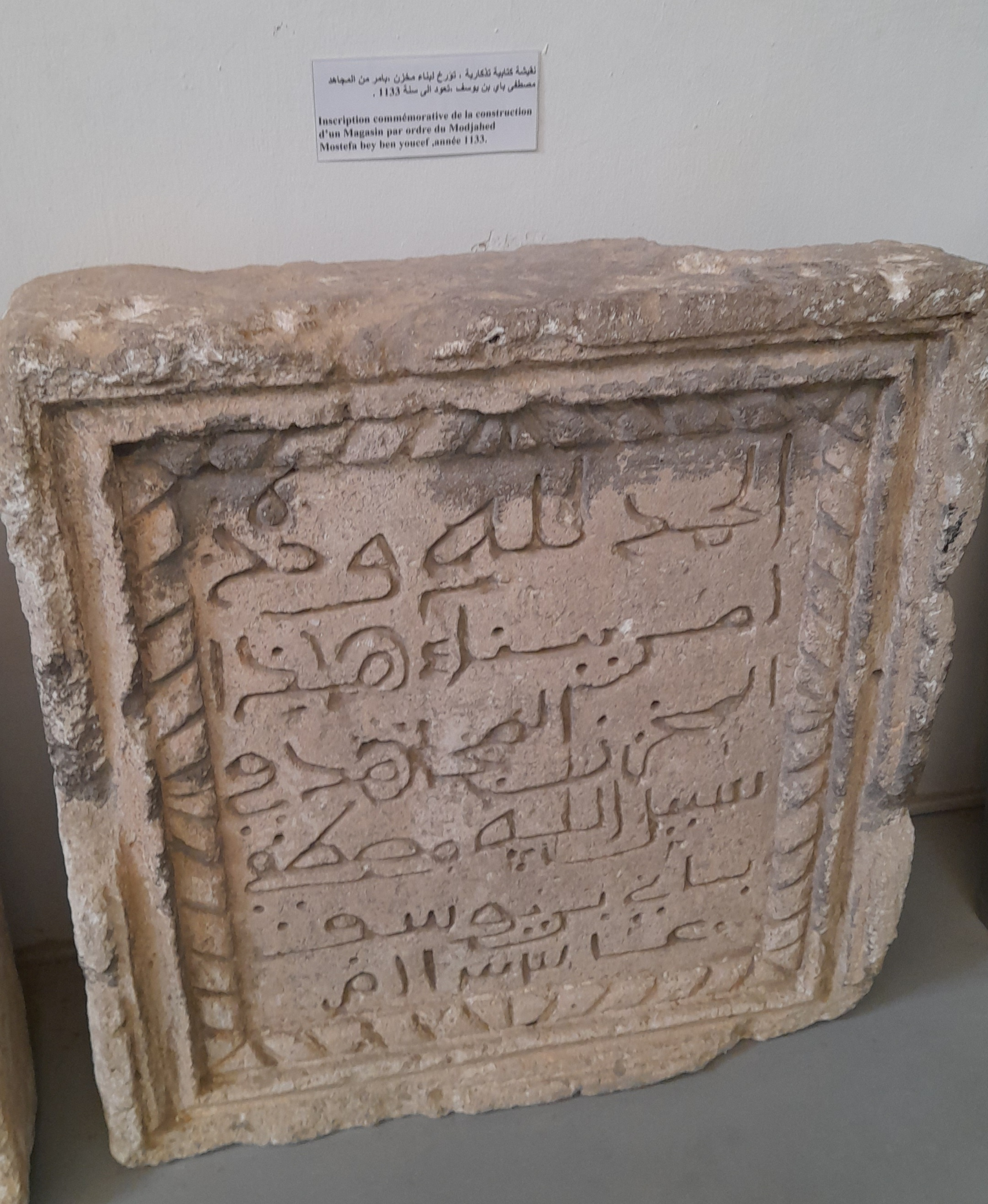
Inscripció commemorativa de la construcció d'una botiga per ordre de Mustapha Bouchelaghem
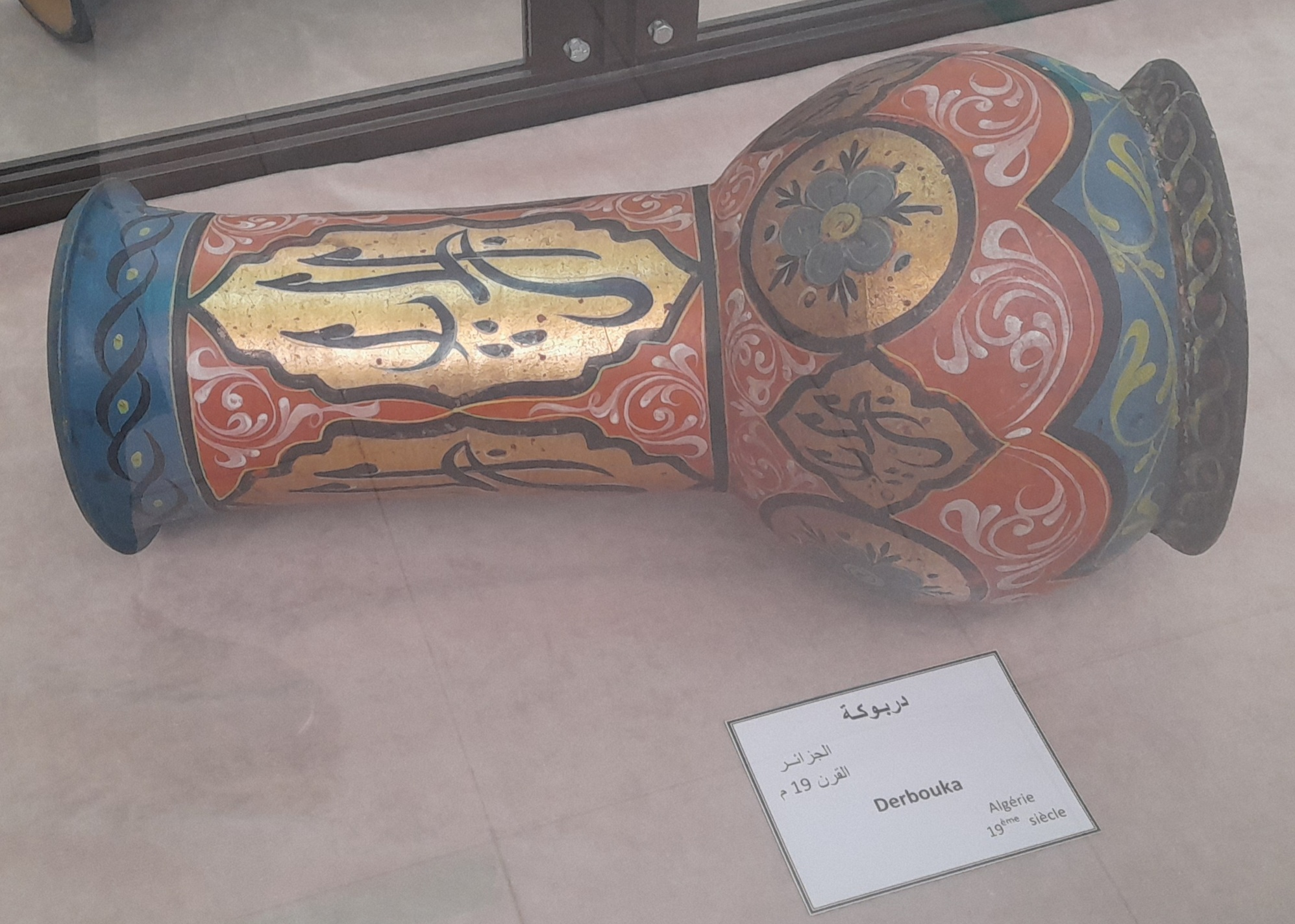
Antiga darbukka d'Algèria, del segle xix
Mosaic romà de Bethioua
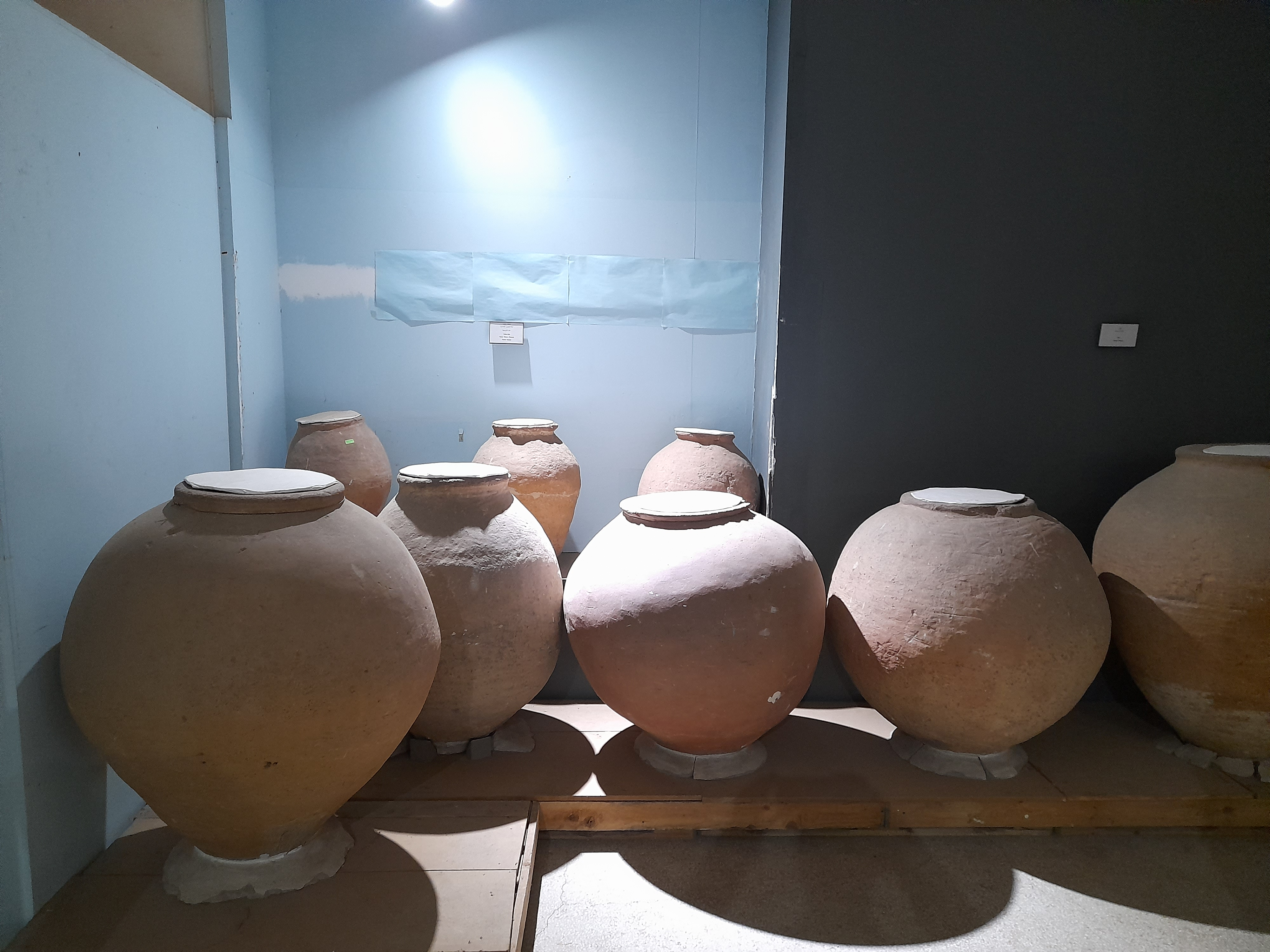
Àmfores antigues de la costa d'Orà
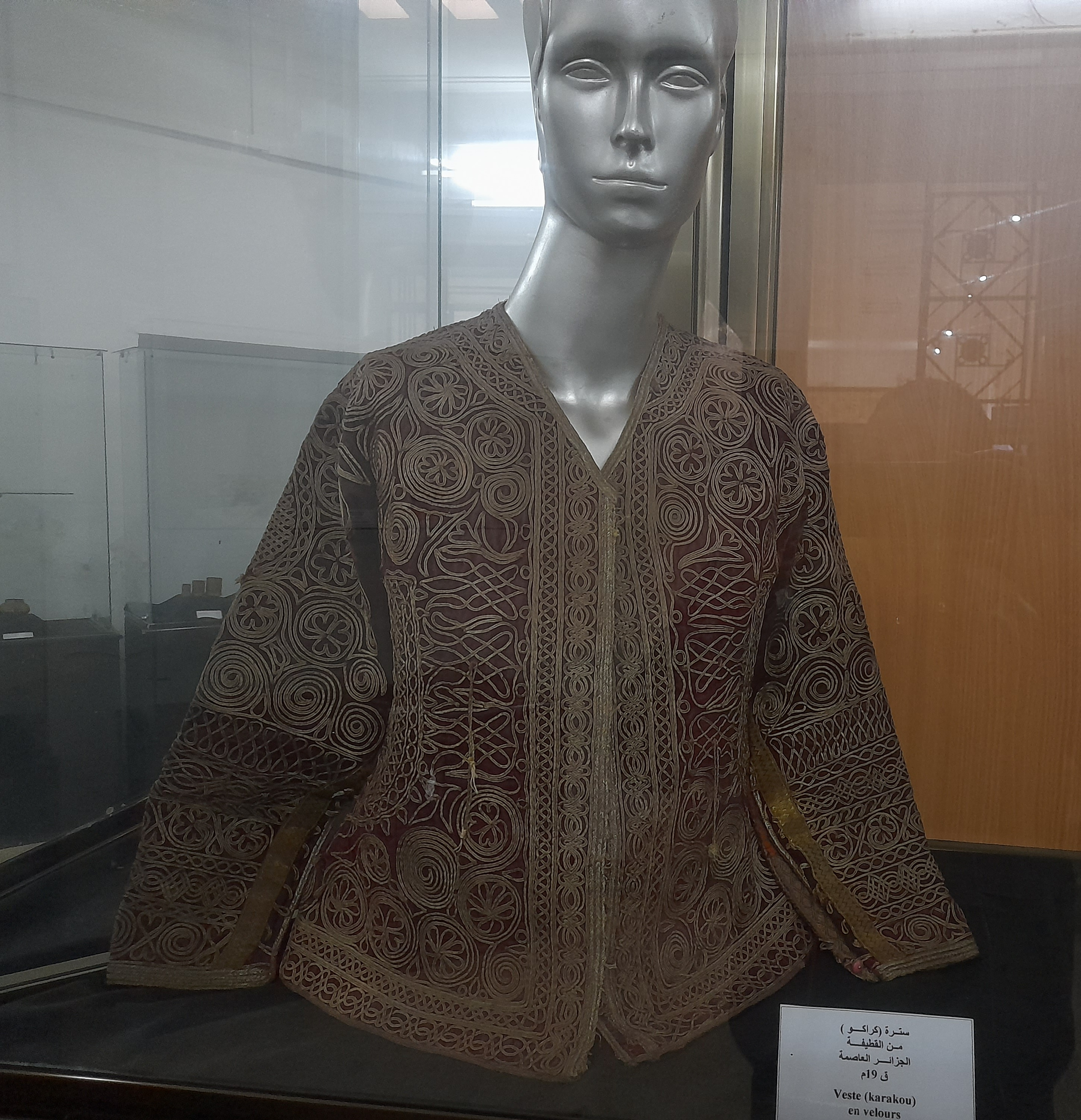
Jaqueta Karakou de vellut d'Alger, segle xix
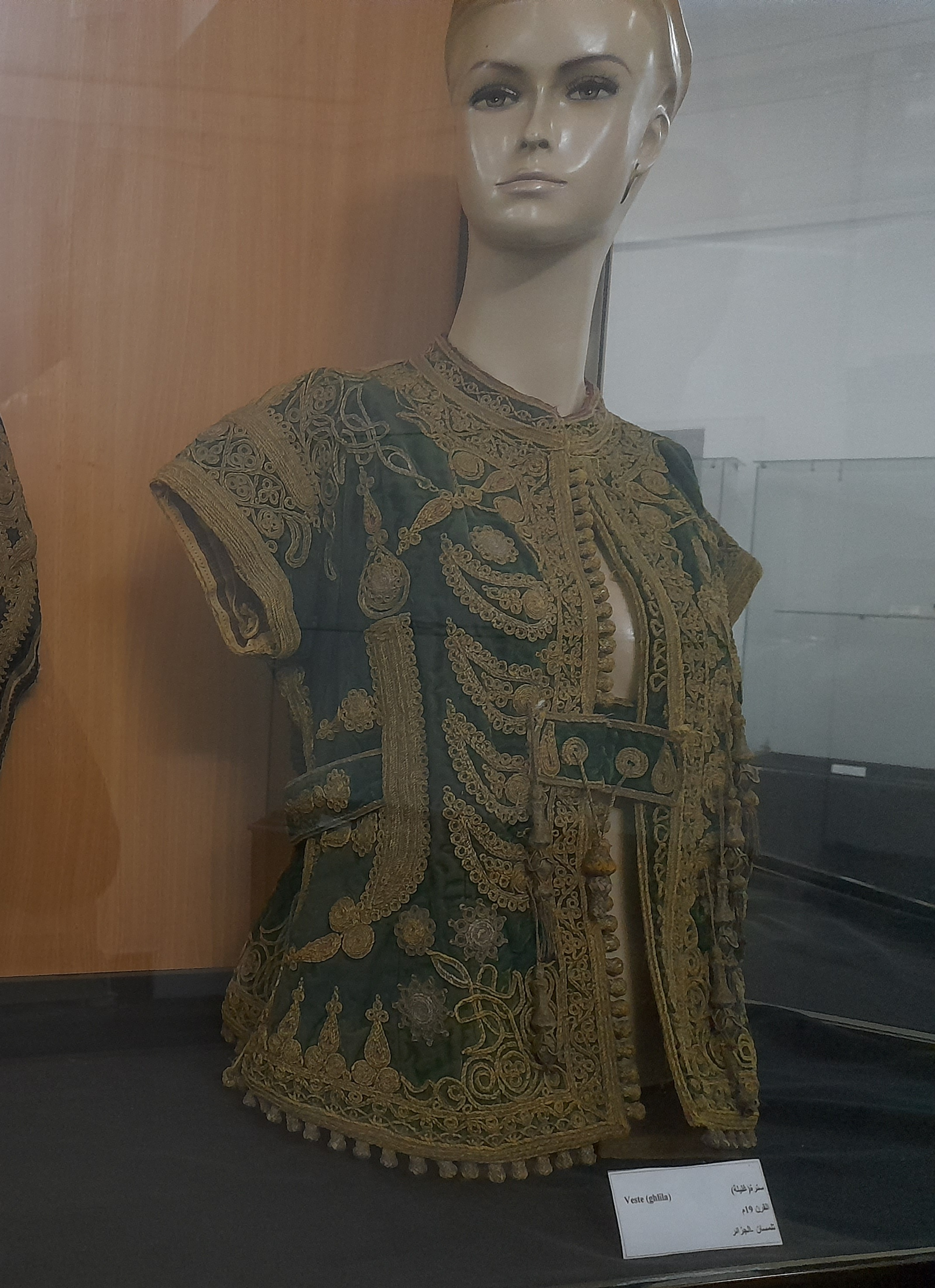
Ghlila de Tlemcen, segle xix
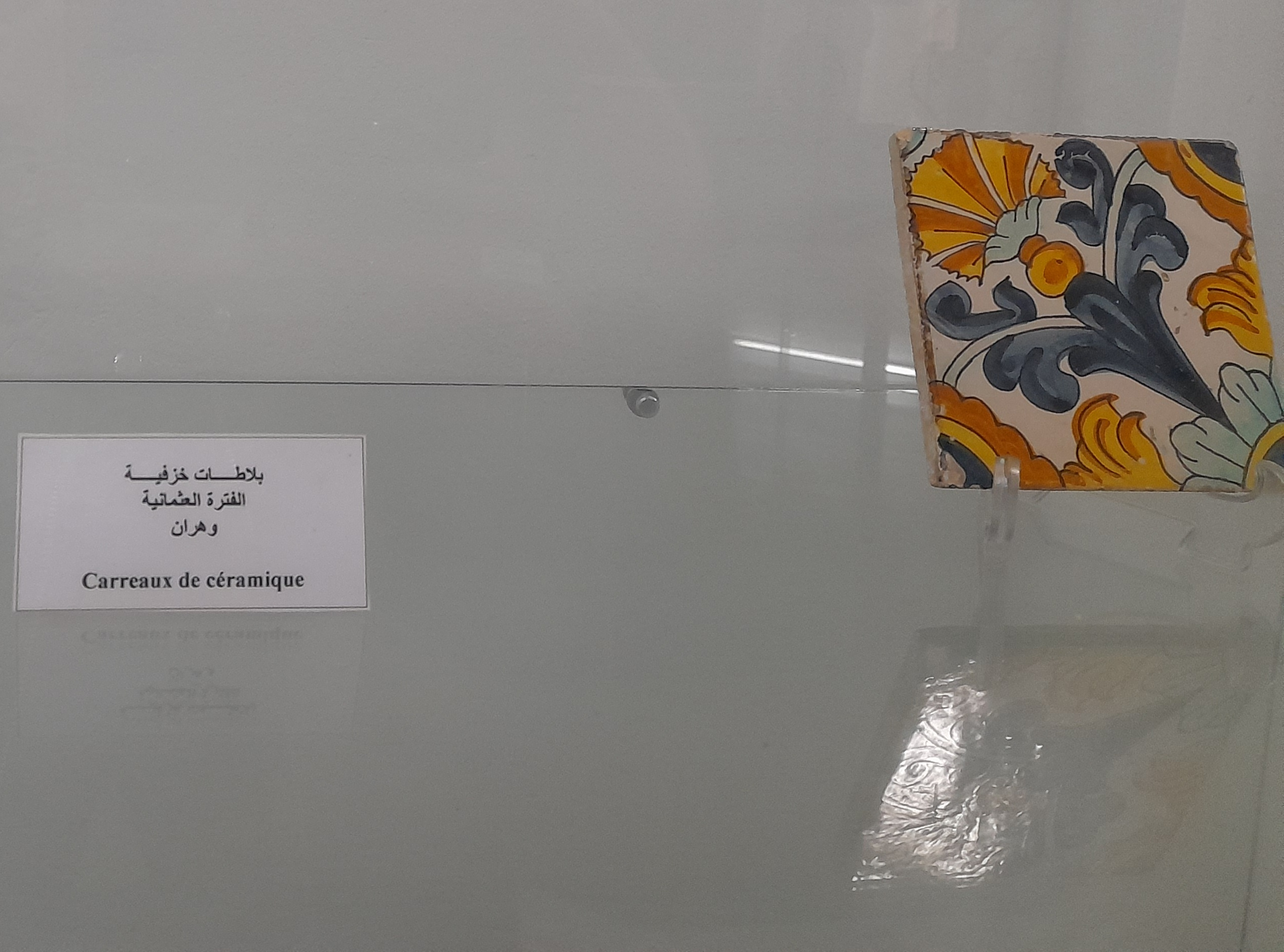
Rajola de ceràmica d'època otomana
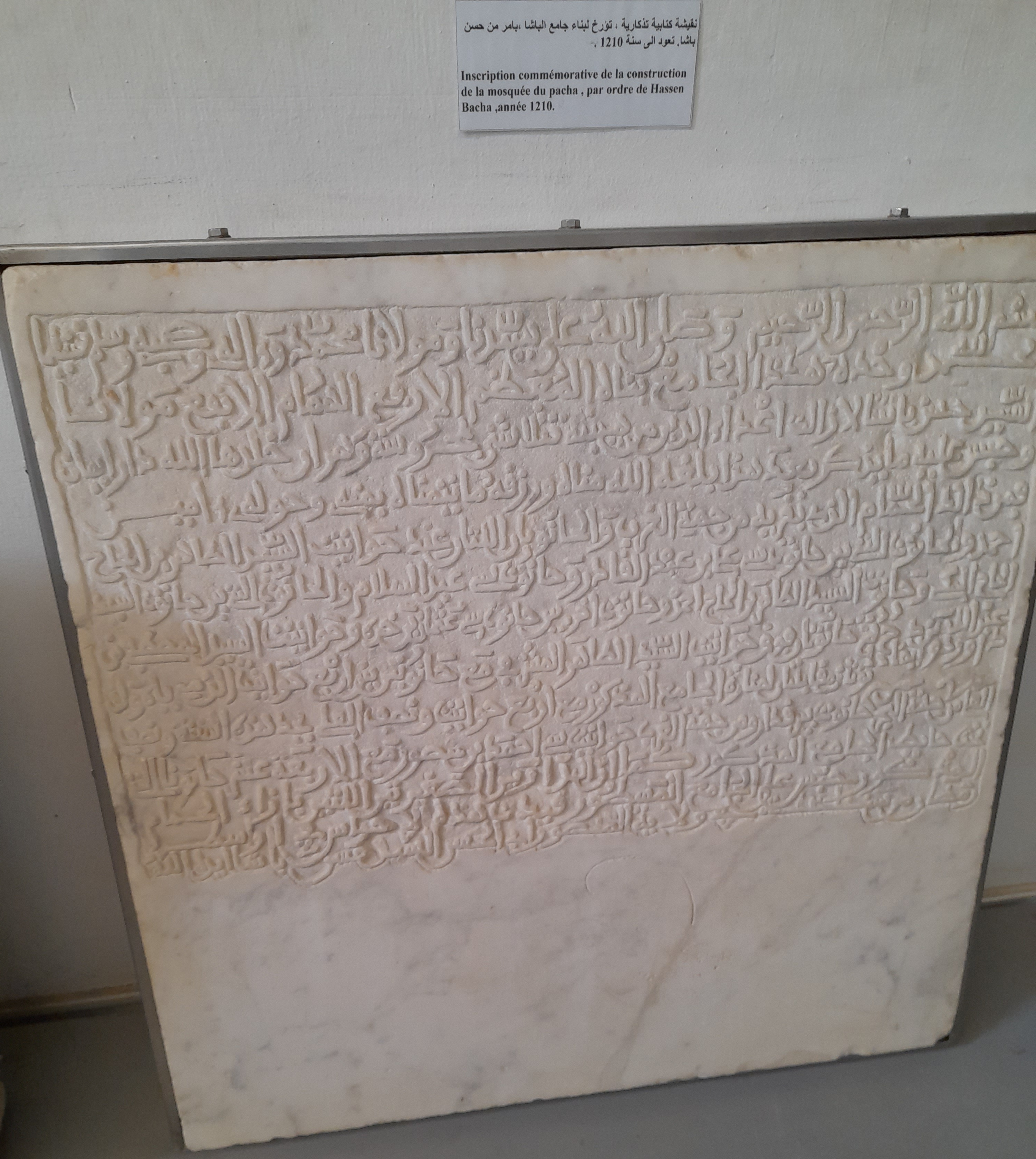
Inscripció commemorativa de la construcció de la Mesquita de Hàssan Paixà, el 1796
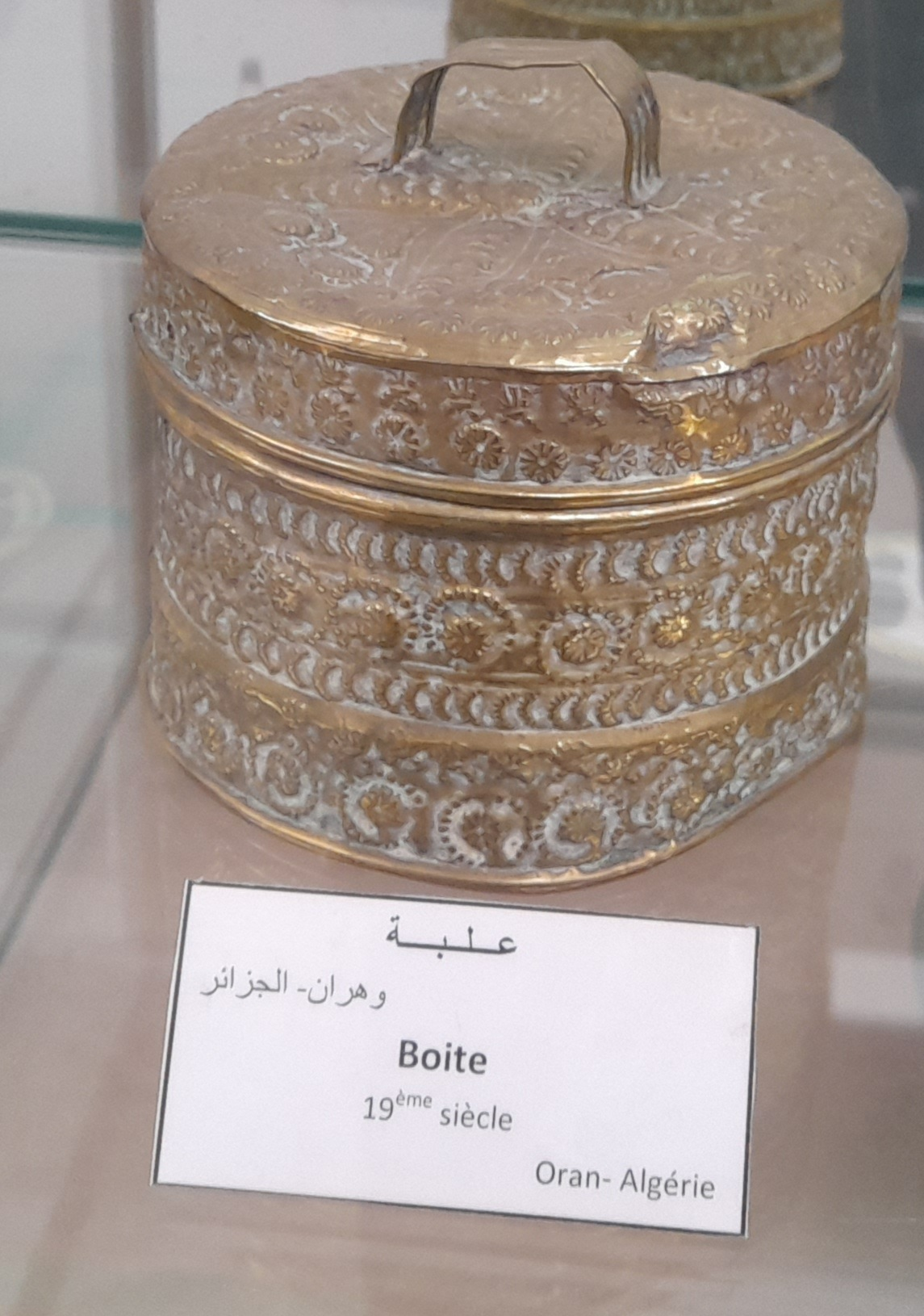
Capsa de coure d'Orà, segle xix
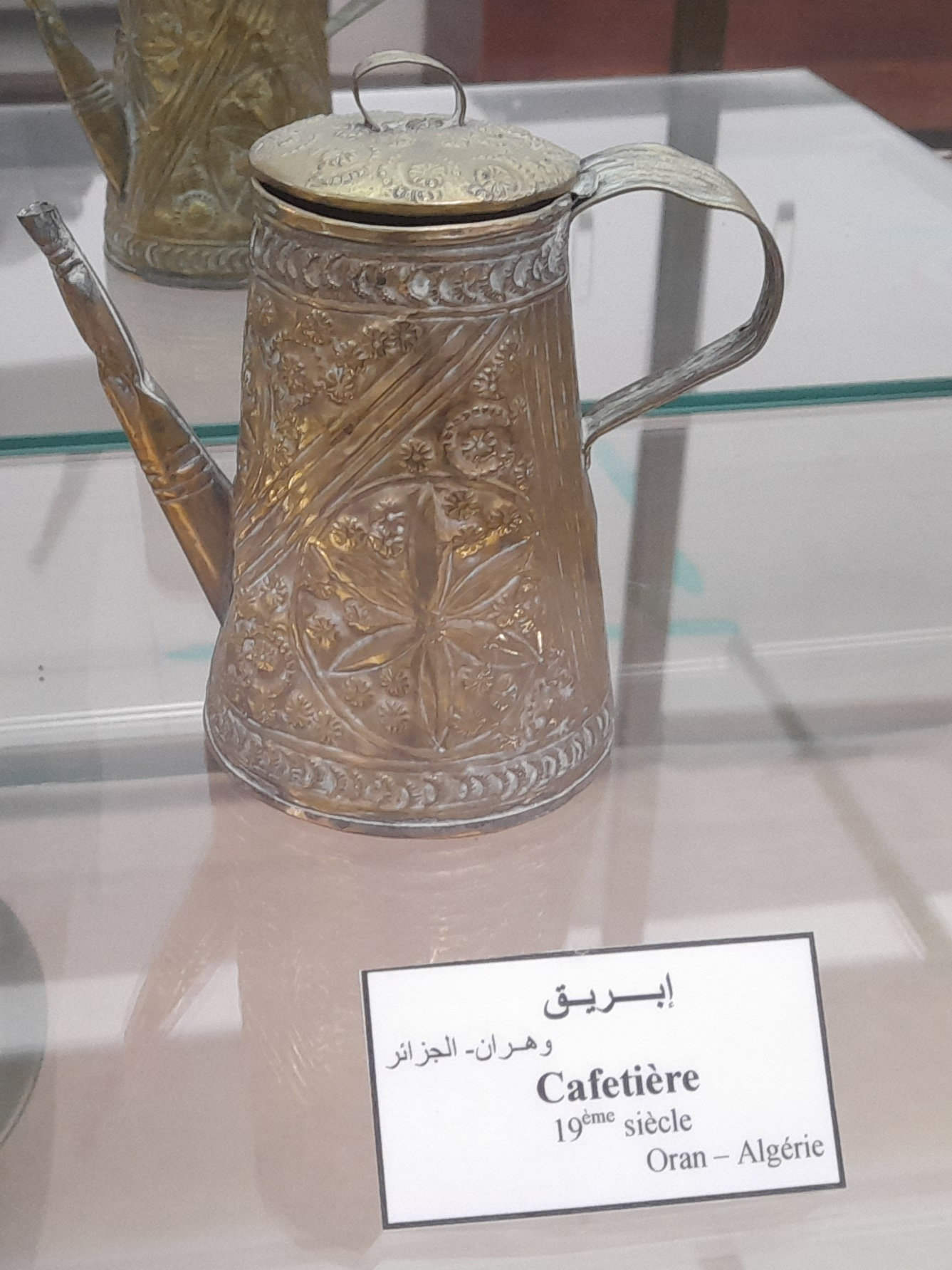
Cafetera de coure d'Orà, segle xix
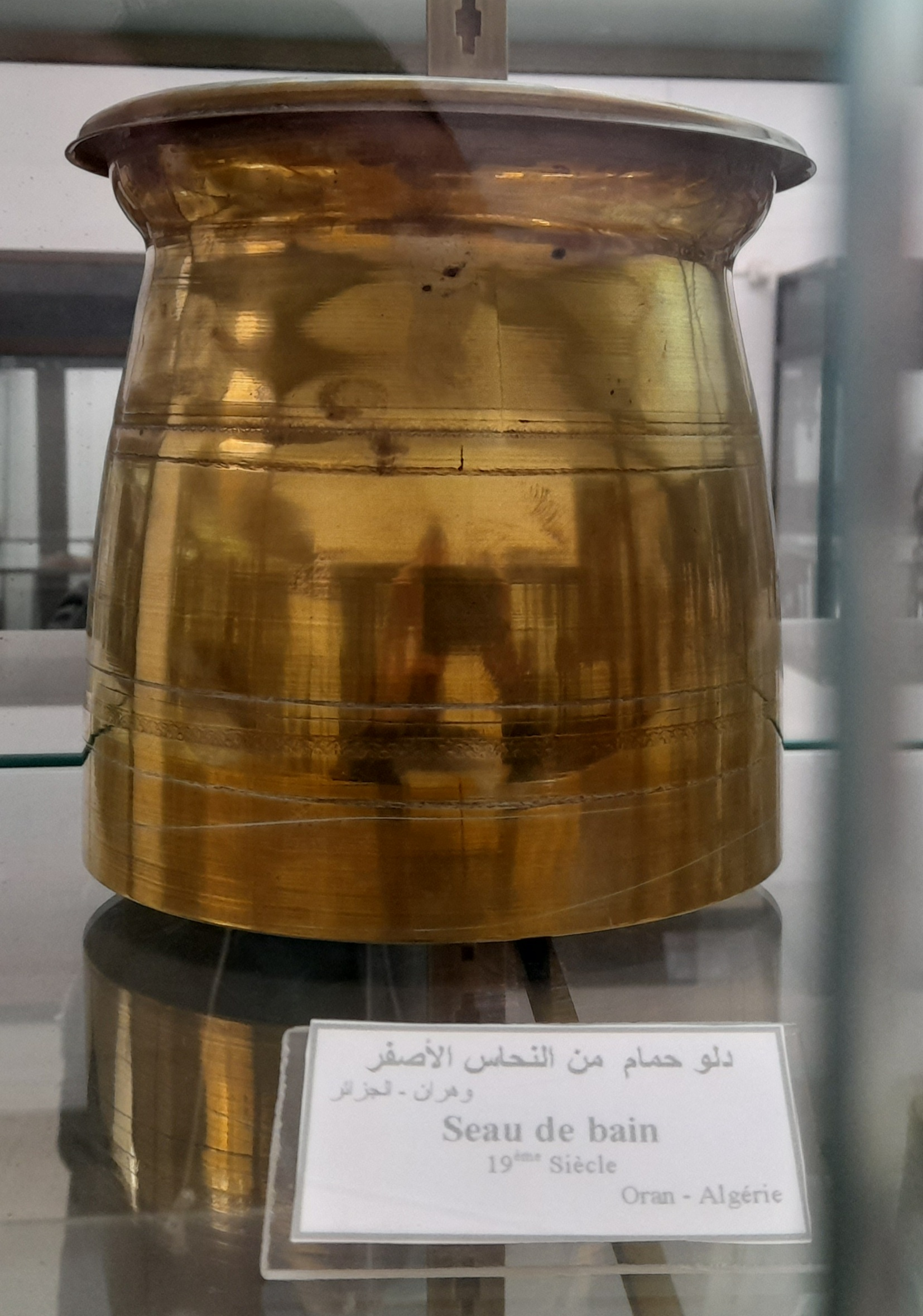
Cubell de bany de coure groc d'Orà, segle xix
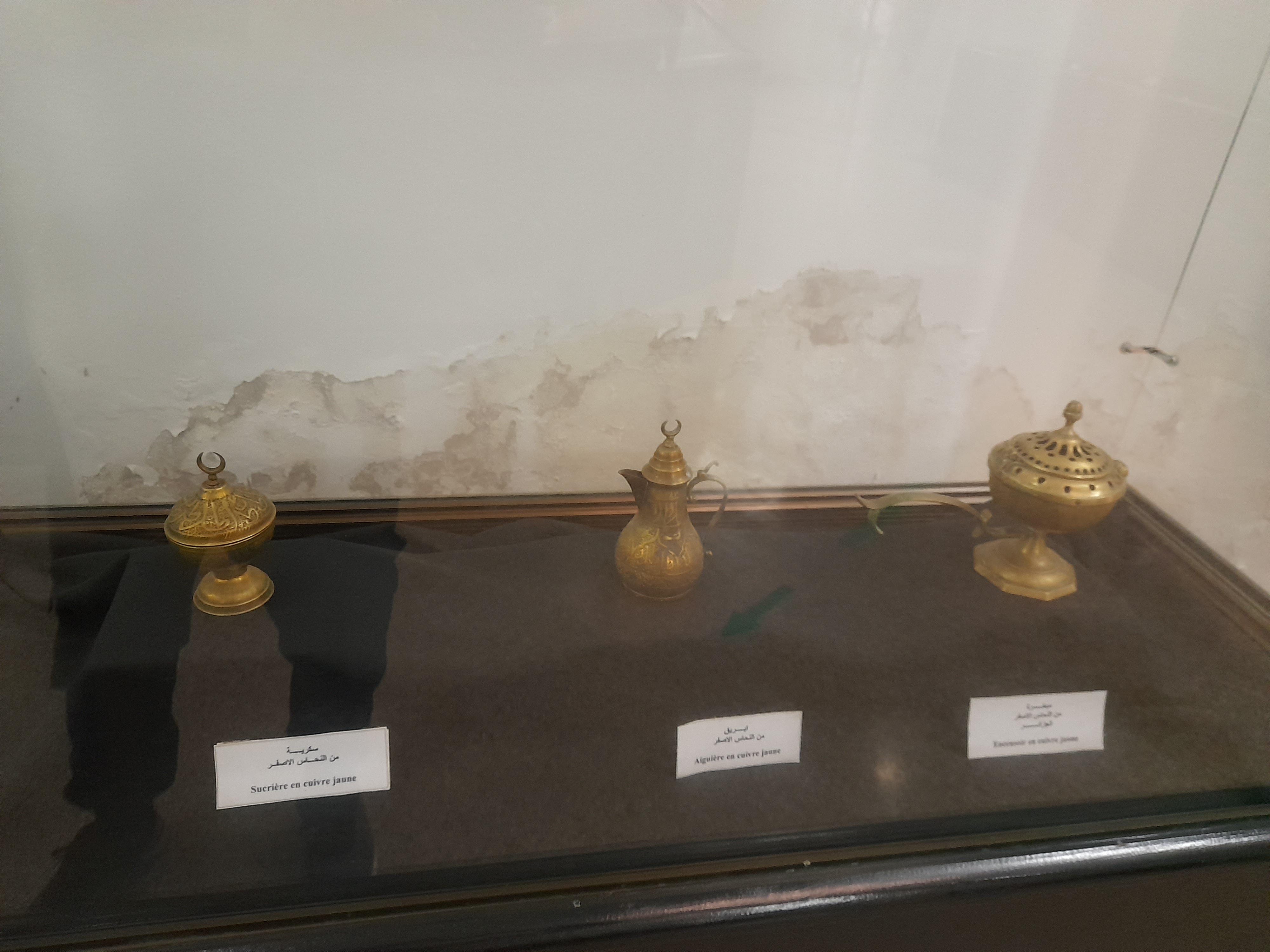
Estris (de dreta a esquerra: encenser, aiguader, sucrera) en coure groc d'Orà, segle xix
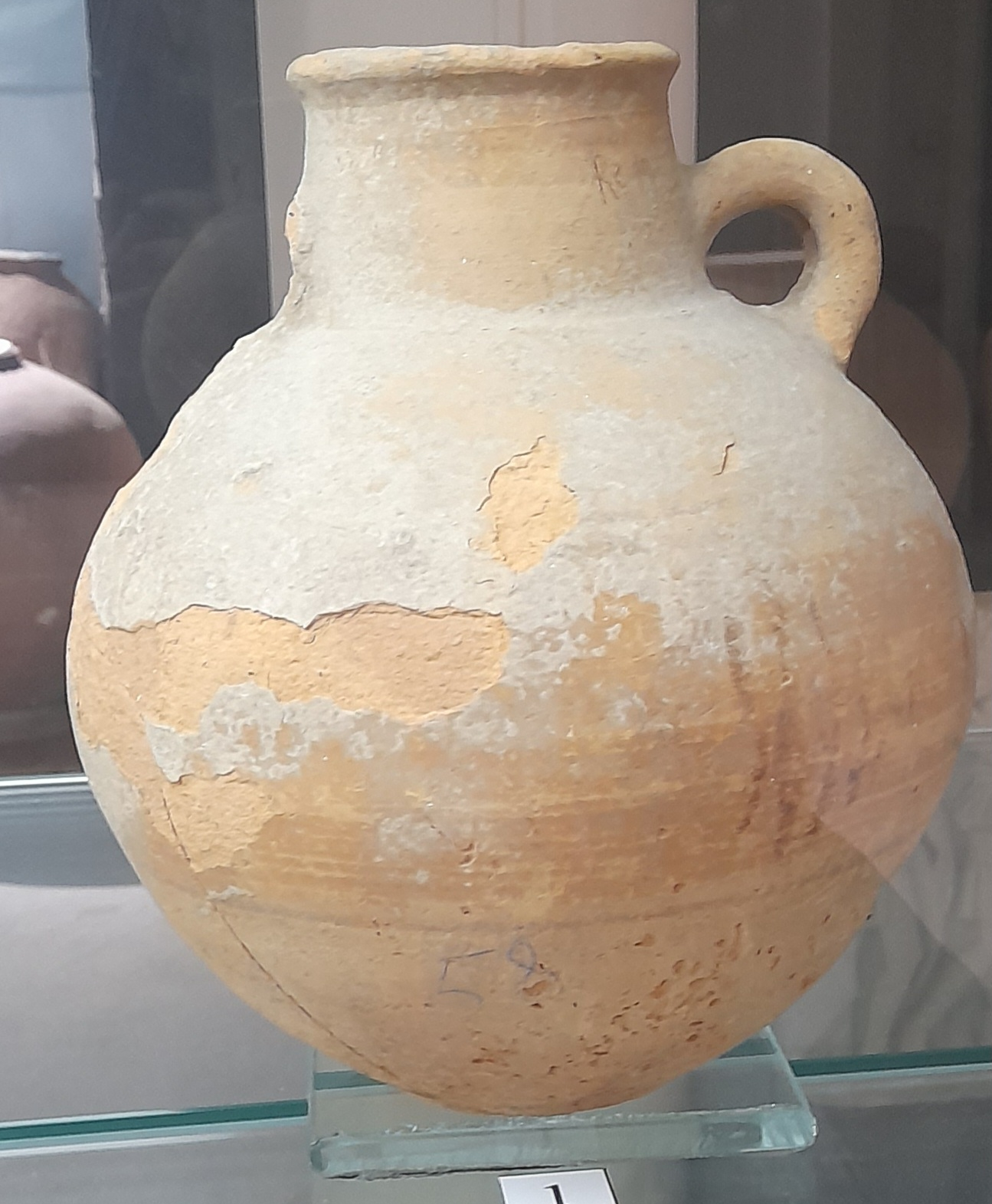
Gerra Rashgun antiga
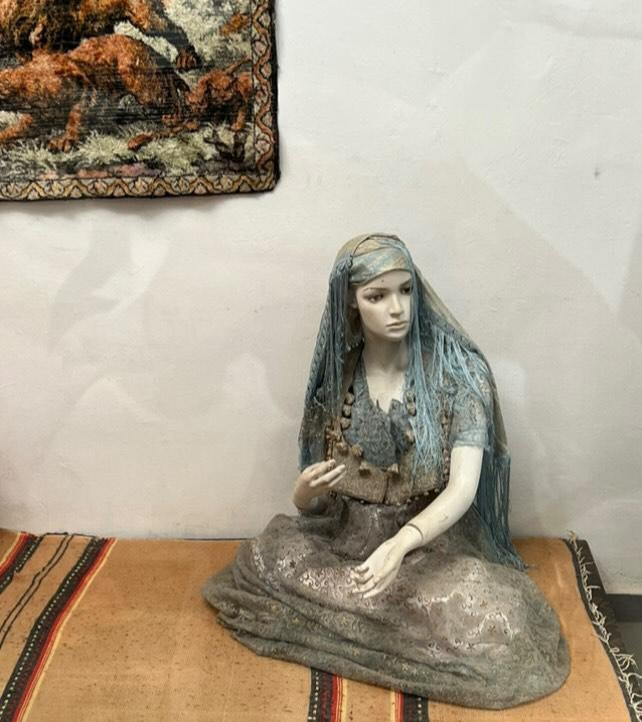
Blouza amb <i>frimla</i> i mendil d'Oranie
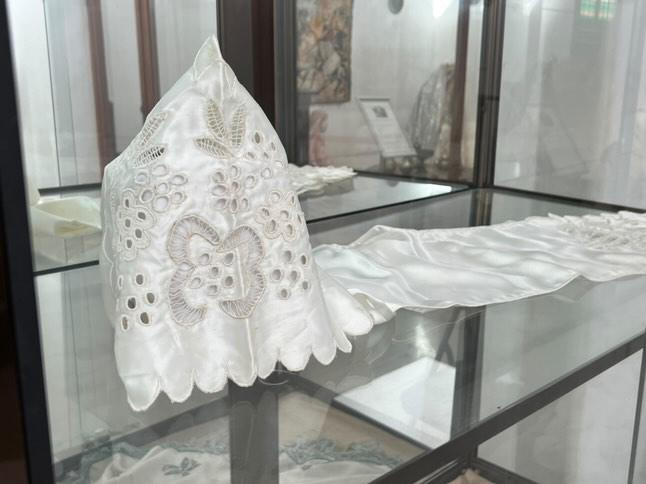
Gorra de bany tradicional anomenat <i>bniqa</i>